# École supérieure de musique de Catalogne
L'École supérieure de musique de Catalogne (en catalan : Escola Superior de Música de Catalunya ou ESMuC) est une école supérieure de musique créée en 2001. Elle est située dans le bâtiment de l'Auditori de Barcelone, œuvre de l'architecte Rafael Moneo. 
C'est actuellement la seule institution financée publiquement de Catalogne où l'on peut suivre des études supérieures de musique.

## Historique
En 1998, le département d'enseignement de la Généralité de Catalogne prend la décision de créer un centre d'éducation musicale supérieur avec un fonctionnement et une structure différente de celle des conservatoires. En 1999, une commission commence à élaborer le projet de la future École supérieure de musique de Catalogne (ESMUC) et à la rédaction des objectifs dévolus à ce centre.
L'ESMUC ouvre ses portes en septembre 2001. Les principaux éléments du projet éducatifs sont :
- Toutes les professions de la musique sont proposées à la formation ;
- Tous les styles de musiques sont acceptés ;
- Faciliter les interactions entre les différentes professions et les différents styles de musiques ;
- Former un « écosystème » de professionnels de la musique en Catalogne ;
- La formation prend en charge l'accès au monde du travail, non seulement sur les postes institutionnels mais également la création de groupes musicaux et d'entreprises indépendantes ;
- Éviter les hiérarchisations entre les différentes professions musicales ;
- Faire de l'ESCMUC la colonne vertébrale de l'éducation musicale en Catalogne en y agrégeant les écoles de musiques et les conservatoires ;
- Faire de l'école un centre innovateur et ouvert sur la société, en faire un centre de création, de production, de recherche et d'apprentissage.

L'institution est représentée du point de vue légal par une fondation privée qui se charge d'embaucher les professeurs sur les critères forgés par l'institution.

## Formations
On y délivre un degré supérieur de musique (Grau superior de música ou Grado superior de música en espagnol). Les études sont généralement de quatre années (chacune divisée en deux quadrimestres).
Les études sont organisées entre différents départements :
- Jazz et musiques actuelles (Música moderna)
- Musique ancienne
- Musique classique et contemporaine
- Musique traditionnelle (instruments de la cobla et flamenco)
- Théorie et composition musicale
- Direction (d'orchestre et de chœur)
- Musicologie et ethnomusicologie
- Pédagogie (générale ou spécialisée d'un instrument)
- Sonologie (musique électronique et technique du son)
- Promotion et gestion

## Étudiants célèbres
- Oques Grasses, groupe de musique rock dont plusieurs membres sont diplômés
- Rosalía, chanteuse et auteure-compositrice-interprète[1].